# Richard Sahla
Richard Sahla (Graz, 17 de setembre de 1855 - Bückeburg, 30 d'abril de 1931) fou un violinista, compositor i director d'orquestra austríac.
Estudià al Conservatori de Leipzig i es donà conèixer com a violinista en la Gewandhaus; de 1878 a 1880 fou concertador de l'Òpera Imperial de Viena i el 1888 fou nomenat director d'orquestra de la cort de Bückebourg, on fundà una escola de música i una societat coral.
Com a compositor se li deuen alguns concerts per a piano, una Rapsodia romanesa i lieder.